# Carolles
Cet article possède des paronymes, voir Carole, Karol et Marolles.
Carolles est une commune française, située dans le département de la Manche en région Normandie, peuplée de 768 habitants et située au sud du Cotentin, dans la baie du Mont-Saint-Michel.

## Géographie

### Situation

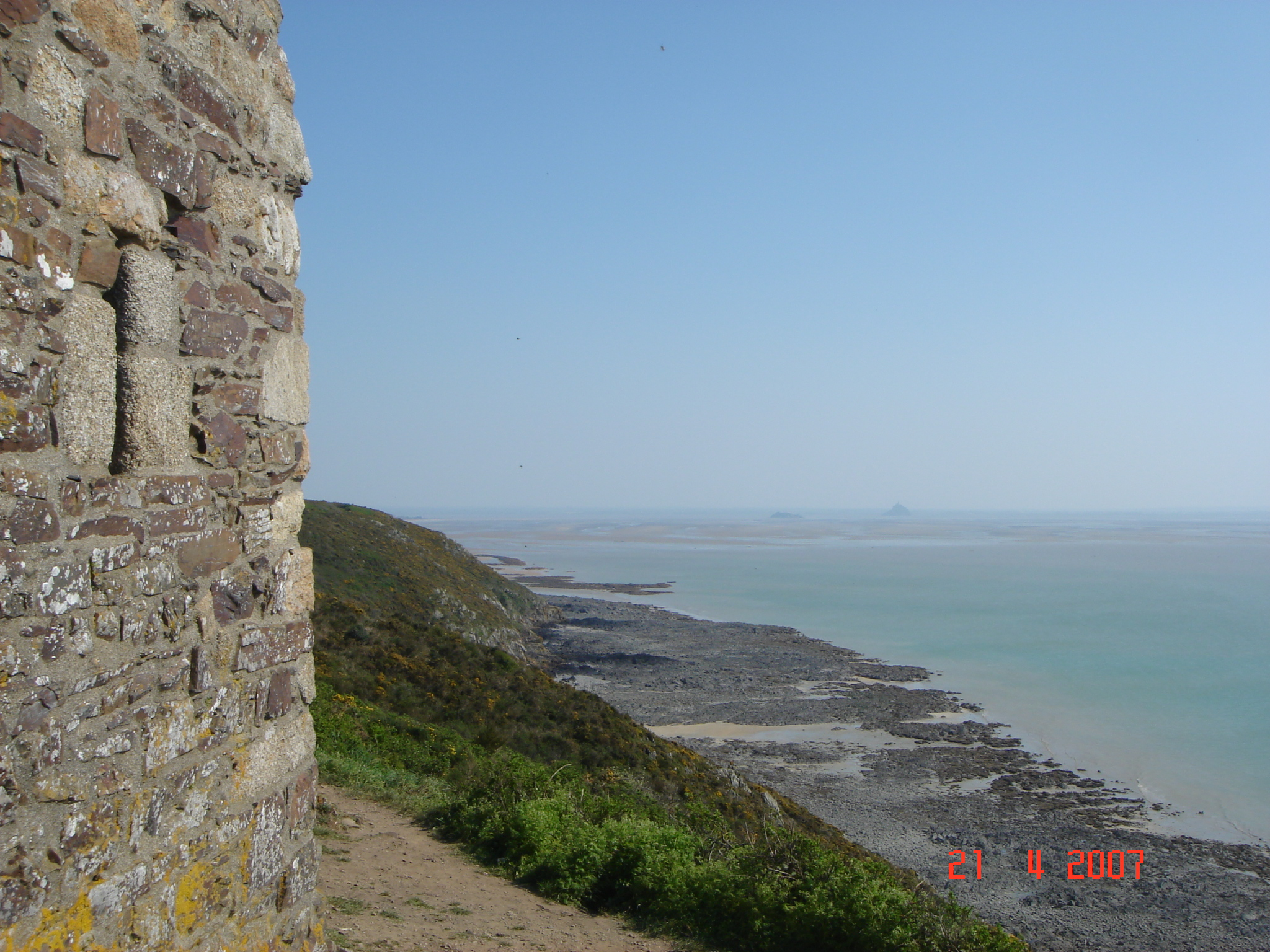
Vue sur le mont Saint-Michel depuis la cabane Vauban.

Carolles est une commune située sur la côte ouest du Cotentin, à la limite nord de la baie du Mont-Saint-Michel. Originellement paysanne, elle s'est tournée vers la mer avec l'arrivée du tourisme balnéaire. Elle est entourée des communes de Jullouville et de Champeaux.
| Mer de la Manche | Jullouville      | Jullouville            |
| Mer de la Manche | Carolles         | Jullouville, Champeaux |
| Mer de la Manche | Mer de la Manche | Champeaux              |

### Cadre géologique

Carte géologique du Massif armoricain.

Carolles est localisée dans le domaine nord armoricain, dans la partie nord-est du Massif armoricain qui est un socle ouest-européen de faible altitude (maximum 400 m), caractérisé par des surfaces d'aplanissement et qui résulte d'une histoire complexe composée de trois orogenèses : icartienne (Paléoprotérozoïque,ca. 2 200-1 800 Ma), cadomienne (Édiacarien 750-540 Ma) et surtout varisque (ou hercynienne, au Dévonien-Carbonifère, 420-300 Ma). La structure du Massif armoricain résulte de la superposition de l'héritage de ces deux derniers orogènes.
Le site géologique de Carolles se situe plus précisément dans un bassin sédimentaire essentiellement briovérien dans lequel se sont mis en place des granitoïdes intrusifs formant le batholite granodioritique mancellien, avec quelques pointements sécants de leucogranite.
Les falaises vives de Carolles, de 50 à 70 m de hauteur, s'étendent sur 5 km, depuis Carolles-Plage au Nord jusqu'à la plage de Saint-Michel (Saint-Jean-le-Thomas) au Sud, et sont incisées par la vallée du Lude. Les falaises vives se prolongent à l'intérieur des terres par des falaises mortes. Ces falaises bordent le massif granitique de Carolles (constitué d'une granodiorite riche en biotite et en cordiérite parcourue par un réseau de diaclases souligné par une teinte rouille caractéristique d’un début d’altération) qui forme un plateau bocager dont l’altitude varie entre 70 et 110 m, et qui constitue la prolongation occidentale du massif granitique de Vire-Carolles, élément de ce batholite mancellien (mis en place entre 540 et 560 Ma). Le massif de Vire-Carolles forme une barre transversale Est-Ouest sur environ 55 km de longueur, avec une largeur variant de 6 à 12 km. L'intrusion magmatique a développé à la périphérie de cette intrusion un métamorphisme de contact, à l'origine d'une auréole de cornéennes qui ceinture ce massif. Cette ceinture s'imprime dans le paysage par les falaises escarpées, contrastant avec la surface faiblement ondulée du massif granitique. « Les cornéennes constituent l'essentiel des affleurements du platier et des falaises ; elles se présentent en alternances rubanées de lits sombres et clairs dérivant des alternances siltosableuses granoclassées du Briovérien supérieur : les lits dérivant des faciès silteux sont riches en cristaux de cordiérite tandis que les passées sableuses évoluent en cornéennes granoblastiques, riches en quartz et micas (muscovite, biotite), à cordiérite altérée. Le litage oblique initial des sédiments briovériens est parfois encore visible ». Au niveau de la pointe de Carolles, les cornéennes sont recoupées par des filons d'épaisseur décimétrique d'aplite et de quartz. Sur l’estran rocheux à Sol-Roc, on peut observer des bancs subverticaux de cornéennes et un développement de structures en plis pincés en leur sein.
Les cornéennes et granodiorite cadomiennes de la Pointe de Champeaux font partie de l’inventaire du patrimoine géologique national depuis le 5 janvier 2006.
Le granite bleu de Carolles est utilisé dans la région pour faire les encadrements des ouvertures des maisons (portes et fenêtres), alors que les murs sont construits avec du granite de Vire. Il a aussi été employé pour la construction du cloître de l’abbaye de La Lucerne au XVIIIe siècle.
Selon la légende locale, la vallée du Lude résulte d'un combat entre l'archange saint Michel et Satan. L'archange aurait fendu la falaise d'un coup d'épée, le diable se réfugiant derrière le Rocher du Sard (appelé aussi Rocher du Diable, cette crête rocheuse correspond à des cornéennes très redressées. De ce rocher Satan assistait, dit-on, au transport des dalles de granit de Chausey utilisées pour construire le Pont au Bault sur la Sélune au sud d’Avranches.
Une légende qui remonte probablement à la fin du XVIe siècle, place à l'angle des falaises, la grotte des Mines d'or où les habitants auraient extraient des métaux précieux. Cette légende que la toponymie a perpétuée dans le nom de Pignon Butor (c'est-à-dire Butte d'or) provient de la présence dans les cornéennes d'un minéral, la pyrite, dont l'éclat métallique et la couleur jaune l'ont souvent fait prendre pour de l'or (« or des fous »).

### Hydrographie
La commune est située dans le bassin Seine-Normandie. Elle est drainée par le Lude et le Crapeux,,.

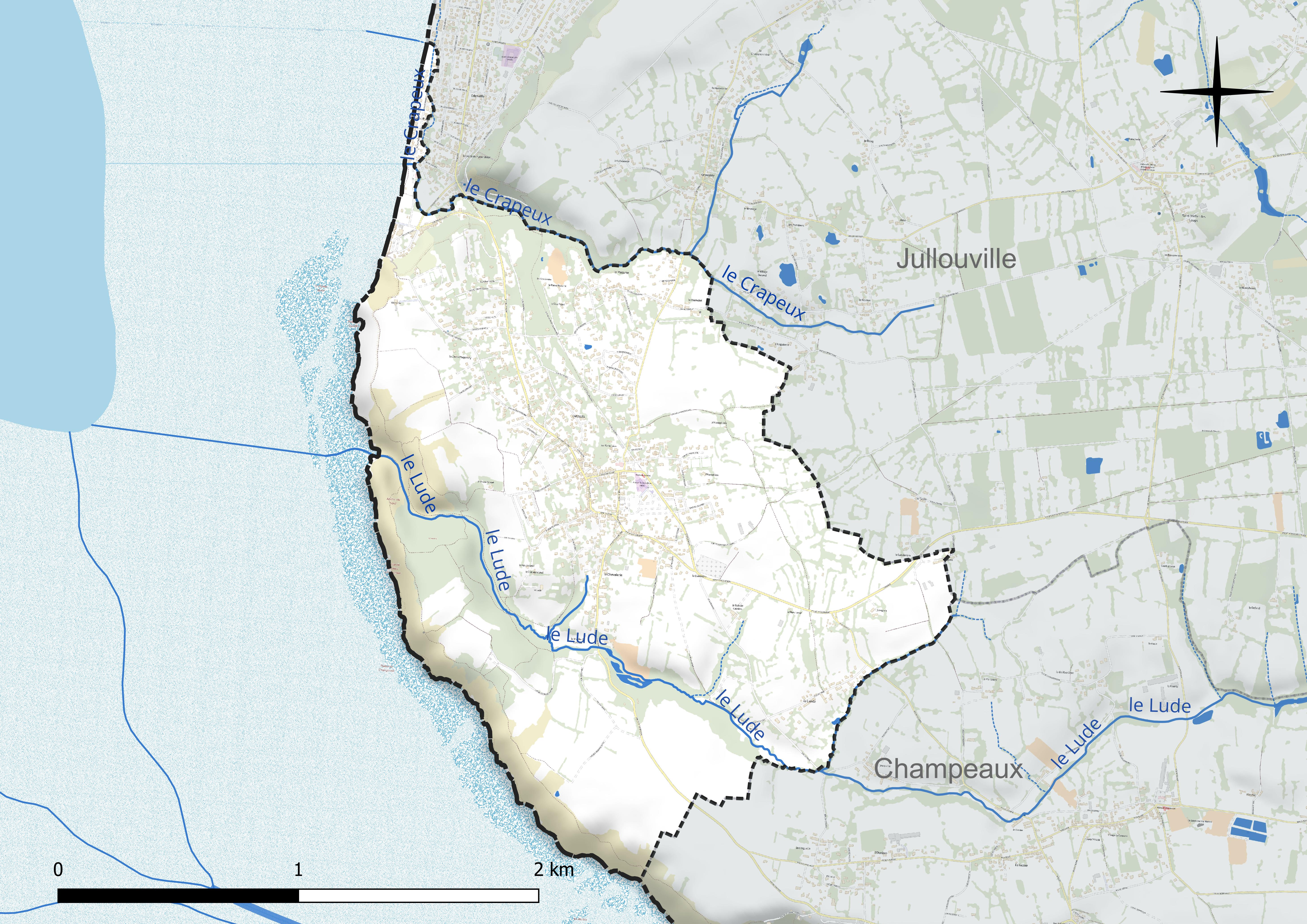
Réseau hydrographique de Carolles.

### Climat
Pour des articles plus généraux, voir Climat de la Normandie et Climat de la Manche.
En 2010, le climat de la commune est de type climat océanique franc, selon une étude du CNRS s'appuyant sur une série de données couvrant la période 1971-2000. En 2020, Météo-France publie une typologie des climats de la France métropolitaine dans laquelle la commune est exposée à un climat océanique et est dans la région climatique  Bretagne orientale et méridionale, Pays nantais, Vendée, caractérisée par une faible pluviométrie en été et une bonne insolation. Parallèlement le GIEC normand, un groupe régional d’experts sur le climat, différencie quant à lui, dans une étude de 2020, trois grands types de climats pour la région Normandie, nuancés à une échelle plus fine par les facteurs géographiques locaux. La commune est, selon ce zonage, exposée à un « climat maritime », correspondant au Cotentin et à l'ouest du département de la Manche, frais, humide et pluvieux, où les contrastes pluviométrique et thermique sont parfois très prononcés en quelques kilomètres quand le relief est marqué.
Pour la période 1971-2000, la température annuelle moyenne est de 10,9 °C, avec une amplitude thermique annuelle de 11,6 °C. Le cumul annuel moyen de précipitations est de 901 mm, avec 13,6 jours de précipitations en janvier et 8,5 jours en juillet. Pour la période 1991-2020, la température moyenne annuelle observée sur la station météorologique la plus proche, située sur la commune de Longueville à 11 km à vol d'oiseau, est de 11,9 °C et le cumul annuel moyen de précipitations est de 802,4 mm,. Pour l'avenir, les paramètres climatiques de la commune estimés pour 2050 selon différents scénarios d’émission de gaz à effet de serre sont consultables sur un site dédié publié par Météo-France en novembre 2022.

### Milieux naturels et biodiversité
La vallée du Lude, site protégé depuis le 22 août 1973. Encaissé entre deux hautes falaises, c'est un site sauvage d'une grande richesse naturelle. La légende voudrait qu'elle ait été ouverte d'un coup d'épée de l'archange Saint-Michel dans sa lutte contre Satan, retranché sur le Rocher du Sard, appelé aussi Chaire du Diable. Au pied de la falaise du Pignon Butor, s'ouvrent les grottes marines de la pointe de Lude ou grottes dites des Mines d'or. La faune très variée de blaireaux, renards, petits rongeurs, vit dans les fourrés, mais ce sont surtout les oiseaux qu'on peut voir et écouter, ils y nichent en grand nombre.
La Lande de Bévert. Anciennement bois et/ou forêt de Beuvais, elle fut partagée au XIXe siècle entre Angey, Bouillon, Carolles, Champeaux et Saint-Michel-des-Loups. En 1172, une convention fut signée entre l'abbé du Mont-Saint-Michel représentant les moines propriétaires de la Lande et Guillaume de Saint-Jean, à la suite de l'utilisation abusive des arbres de la forêt de Beuvais par Thomas, seigneur de Saint-Jean pour la construction de son château. En 1779, c'est la famille de Polignac qui voulut s'octroyer la concession de la lande. La Révolution et l'émigration de la famille mit fin à la contestation.
- Falaise et pointe de Champeaux.

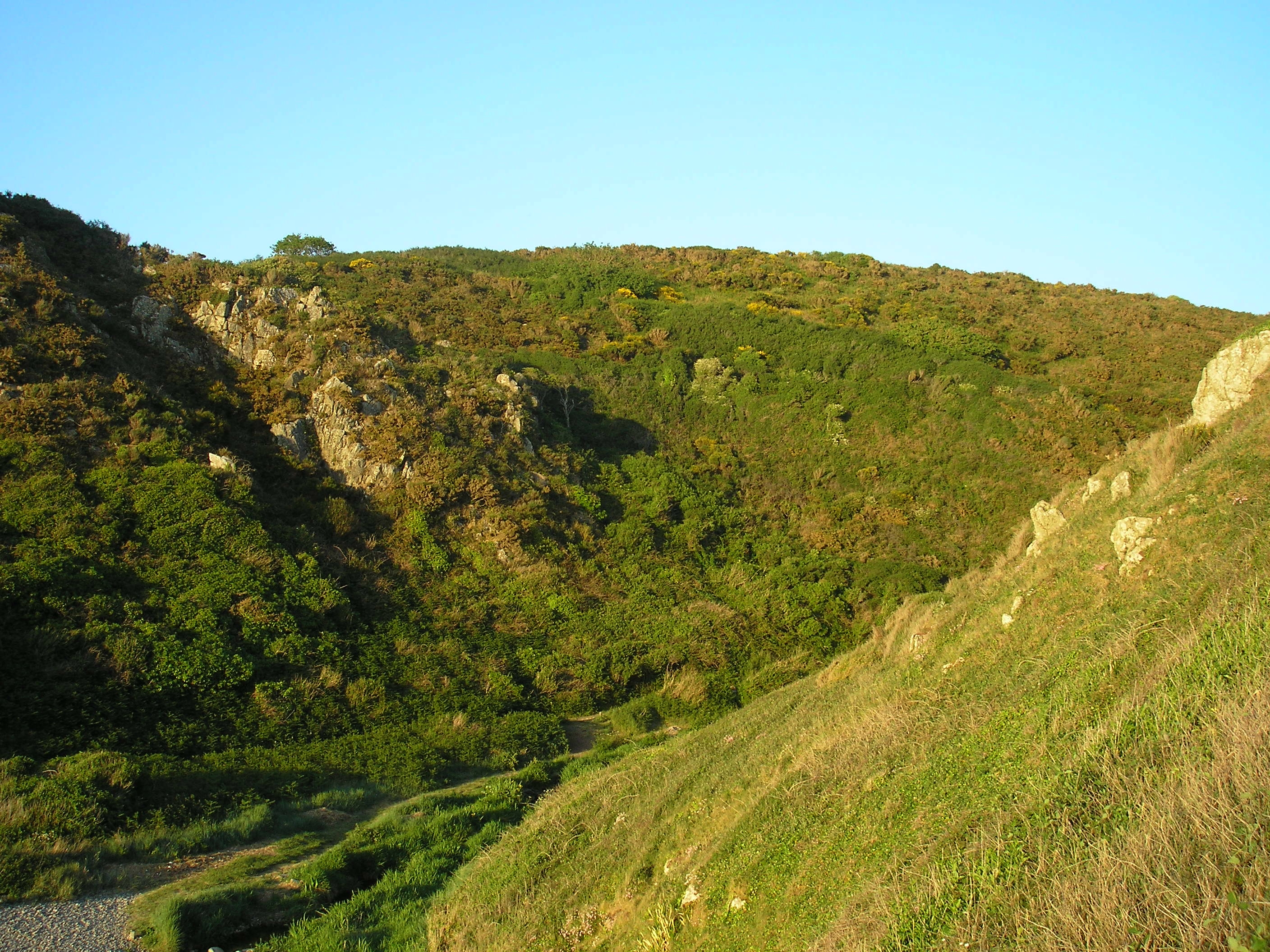
La vallée du Lude.
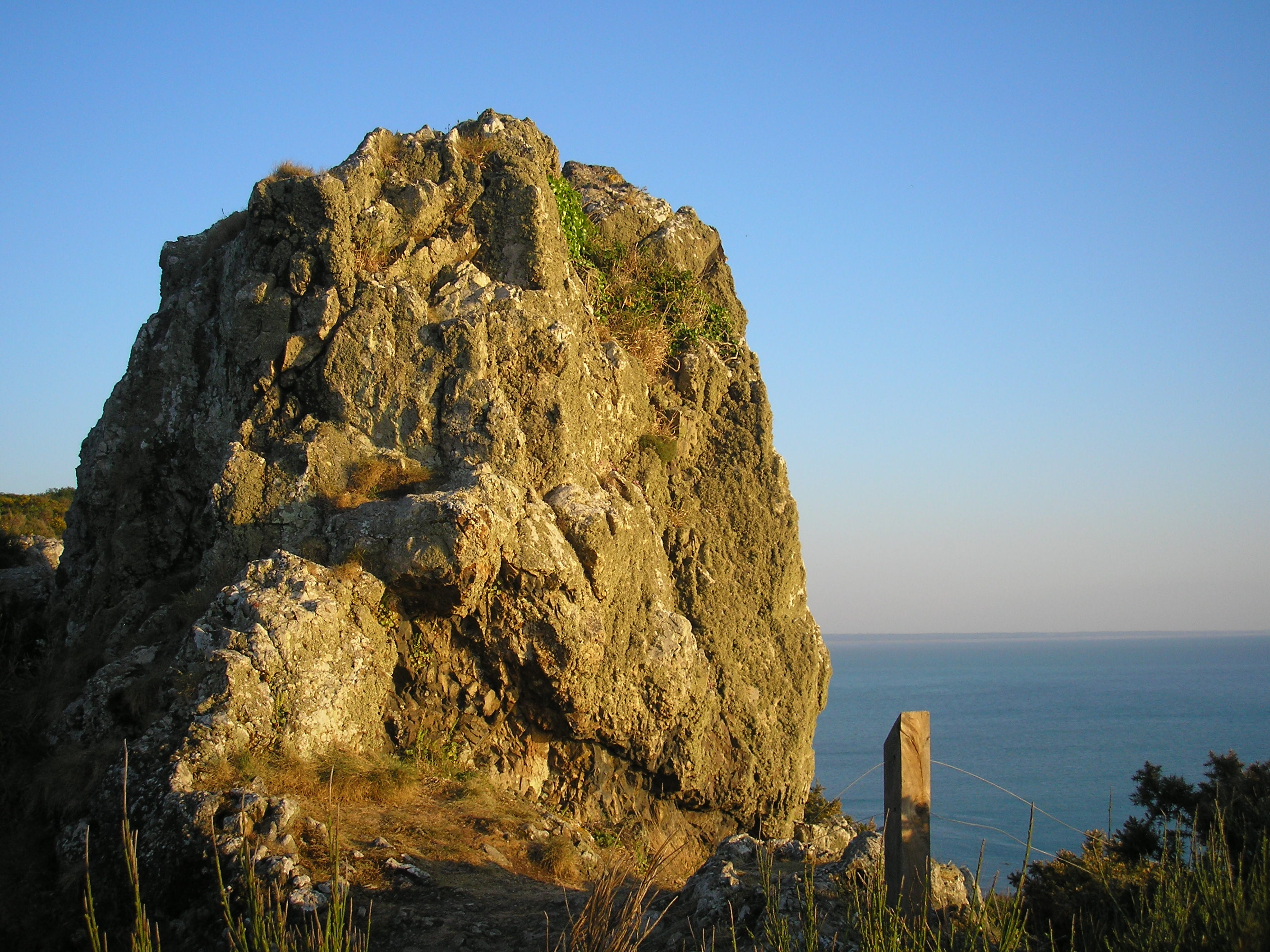
Le rocher du Sard.
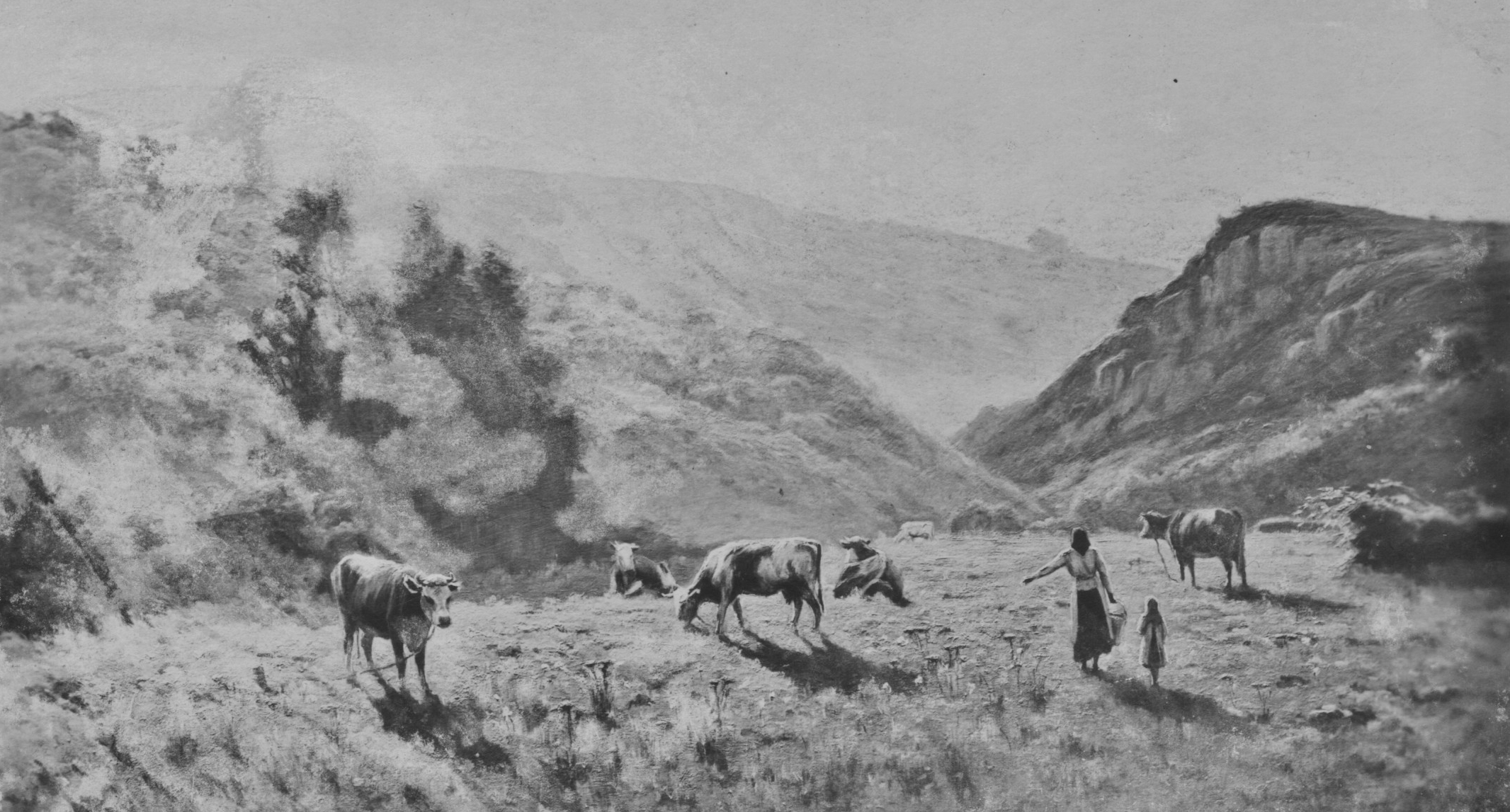
La vallée du Lude par Charles Wislin.

## Urbanisme

### Typologie
Au 1er janvier 2024, Carolles est catégorisée commune rurale à habitat dispersé, selon la nouvelle grille communale de densité à sept niveaux définie par l'Insee en 2022.
Elle appartient à l'unité urbaine de Granville, une agglomération intra-départementale regroupant neuf communes, dont elle est une commune de la banlieue,,. Par ailleurs la commune fait partie de l'aire d'attraction de Granville, dont elle est une commune de la couronne,. Cette aire, qui regroupe 34 communes, est catégorisée dans les aires de moins de 50 000 habitants,.
La commune, bordée par la Manche, est également une commune littorale au sens de la loi du 3 janvier 1986, dite loi littoral. Des dispositions spécifiques d’urbanisme s’y appliquent dès lors afin de préserver les espaces naturels, les sites, les paysages et l’équilibre écologique du littoral, comme le principe d'inconstructibilité, en dehors des espaces urbanisés, sur la bande littorale des 100 mètres, ou plus si le plan local d'urbanisme le prévoit.

### Occupation des sols
L'occupation des sols de la commune, telle qu'elle ressort de la base de données européenne d’occupation biophysique des sols Corine Land Cover (CLC), est marquée par l'importance des territoires agricoles (49,8 % en 2018), en diminution par rapport à 1990 (52,7 %).
La répartition détaillée en 2018 est la suivante : zones urbanisées (26,3 %), zones agricoles hétérogènes (24,3 %), terres arables (13,7 %), prairies (11,8 %), milieux à végétation arbustive et/ou herbacée (11,8 %), forêts (10,7 %), eaux maritimes (1,1 %), espaces ouverts, sans ou avec peu de végétation (0,4 %).
L'évolution de l’occupation des sols de la commune et de ses infrastructures peut être observée sur les différentes représentations cartographiques du territoire : la carte de Cassini (XVIIIe siècle), la carte d'état-major (1820-1866) et les cartes ou photos aériennes de l'IGN pour la période actuelle (1950 à aujourd'hui).

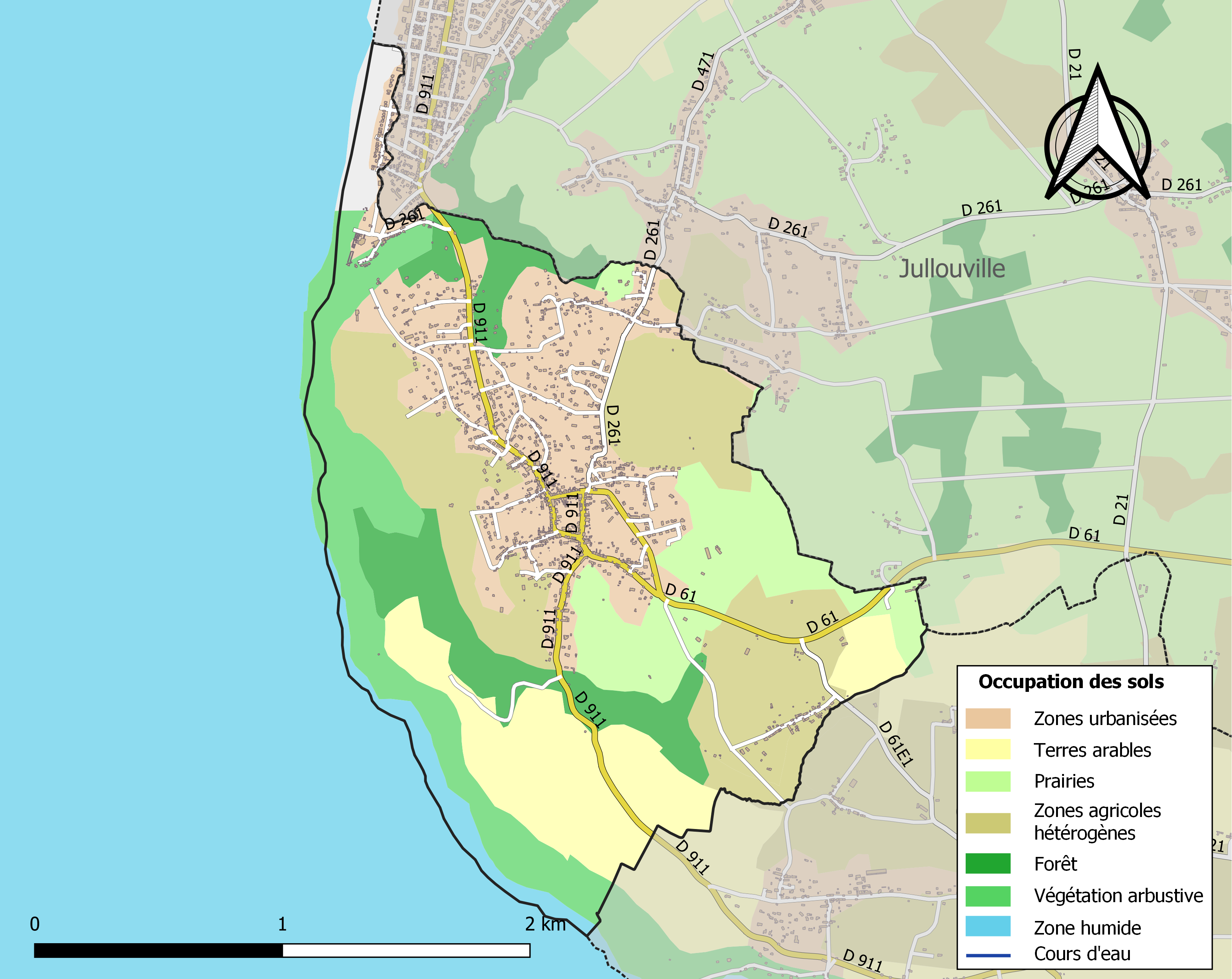
Carte des infrastructures et de l'occupation des sols de la commune en 2018 (CLC).

## Toponymie
Le nom de la localité est attesté sous les formes de Carollis en 1154, Caroles en 1158, Charoles en 1223, ecclesia de Carolles en 1412, Charolles en 1548, Carolles en 1612.
Selon François de Beaurepaire, le nom de Carolles provient du latin tardif quadrolas, c'est-à-dire « bloc de pierre » et il signifierait donc « lieu où se trouvent des pierres ». La version francienne de ce toponyme serait Charolles (Saône-et-Loire).
Le gentilé est Carollais.

## Histoire
Depuis la préhistoire, les peuples se sont installés sur l’emplacement stratégique du massif de Vire-Carolles.
Sur le site de la cabane Vauban se trouvent les vestiges d’un oppidum gaulois, fortification assez vaste (7 ha), connue sous le nom de Camp romain ou Camp des Châtelliers. Variante de l'éperon barré, il peut être considéré comme une sorte de « château fort de falaise » datant de l'âge du fer.
Le premier seigneur connu de Carolles est un certain Robert de Charolles, vivant au XIIe siècle, cité dans le cartulaire du Mont-Saint-Michel.
Au milieu du XIXe siècle, Carolles et sa plage s'ouvre aux loisirs des bains de mer. L'inauguration du Paris-Granville en 1870 et l'arrivée des réfugiés parisiens lors de la guerre de 1870 permettent à ceux-ci d'apprécier les plages de sable fin de la baie du Mont-Saint-Michel.
La vallée des peintres, arrosée par le ruisseau du Crapeux, qui forme la limite de la commune, se nommait Vallon Bouvet au XVIIIe siècle et Ravin de la Trésorerie au XIXe. Vers 1840, une carrière de granite fut ouverte sur un flanc du vallon. Exploitée jusqu'en 1926, on y extrayait le granite bleu de Carolles utilisé notamment pour les bassins du port de Granville, des pavés pour les trottoirs mais aussi comme matériau d’empierrement ou de sculpture. Il prend le nom de la vallée des peintres vers 1900 en raison des nombreux artistes qui y déposent leur chevalet : Baudou, Pierre Berthelier, Jacques Simon, André Farault, Henri Delaspre….
Un viaduc est bâti entre 1906 et 1908 pour la ligne de chemin de fer reliant Sourdeval à Granville, contribuant à l'essor de la station balnéaire. Désaffectée en 1935, la ligne est aujourd'hui un chemin de randonnée emprunté par les promeneurs alors que la halte gare de Carolles, acquise par la municipalité, est devenue la mairie en mai 1954.
Carolles, avec Saint-Pair-sur-Mer et Saint-Michel-des-Loups, s'associe à Bouillon le 1er janvier 1973. La commune créée prend alors le nom de Jullouville. Saint-Pair-sur-Mer se sépare de l'association en janvier 1978 et Carolles reprend son indépendance en janvier 2000.

## Politique et administration
| Période                                  | Période   | Identité         | Étiquette | Qualité                                                                            |
| ---------------------------------------- | --------- | ---------------- | --------- | ---------------------------------------------------------------------------------- |
| 1995                                     | mars 2001 | François Simon   |           |                                                                                    |
| mars 2001                                | mars 2014 | René Bagot       |           | Cadre comptable                                                                    |
| mars 2014                                | mai 2020  | Jean-Marie Sevin | SE        | Directeur de société de transport retraité, président de la communauté de communes |
| mai 2020                                 | En cours  | Miloud Mansour   | FDG       | Enseignant                                                                         |
| Les données manquantes sont à compléter. |           |                  |           |                                                                                    |

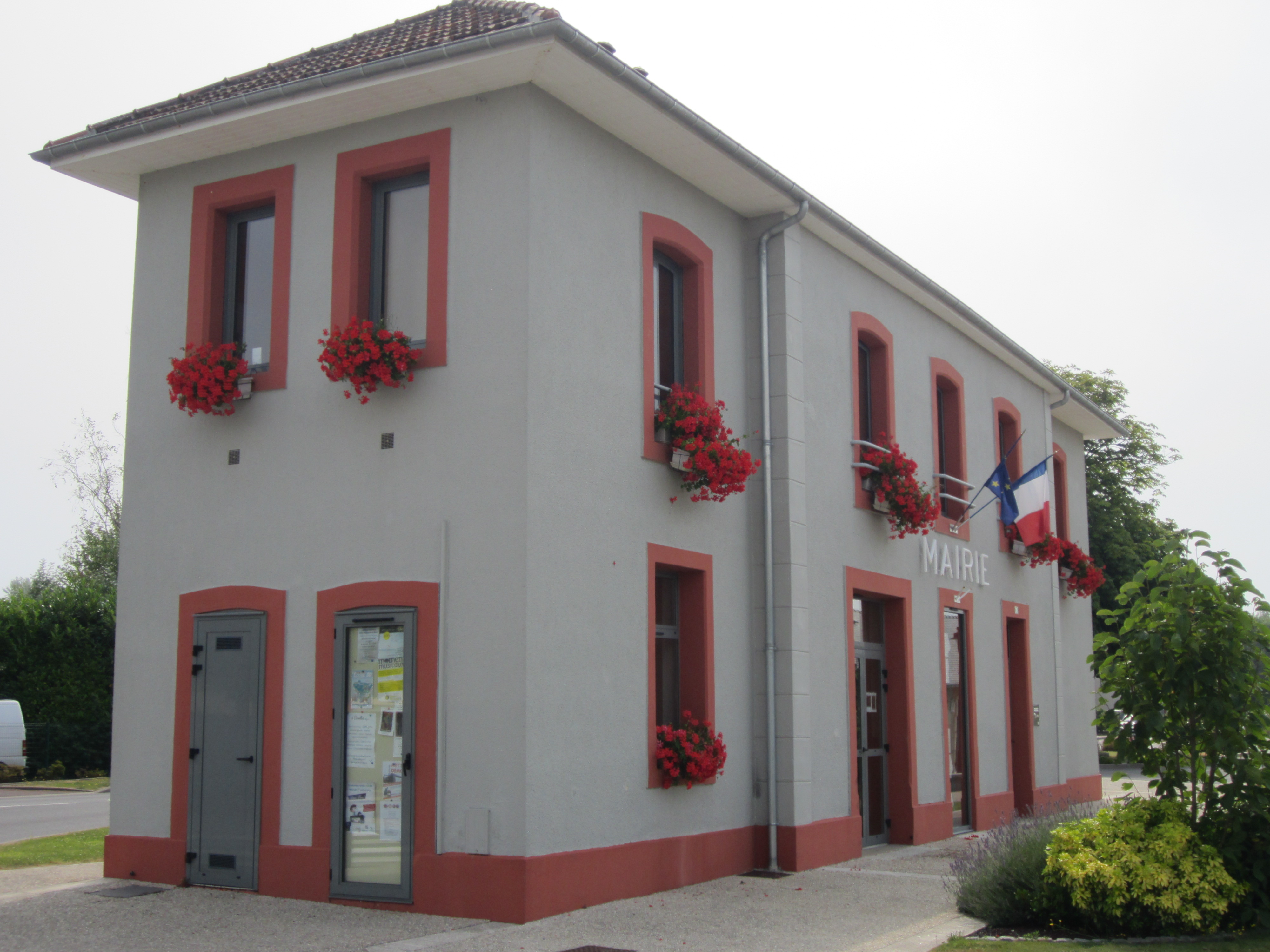
La mairie.

Le conseil municipal est composé de quinze membres dont le maire et quatre adjoints.

## Équipements et services publics

### Espaces publics
Consciente de la richesse de son patrimoine bâti et naturel, Carolles s'est associée aux communes de Granville, Saint-Pair-sur-Mer et Jullouville au sein de l'association loi de 1901 « Granville, pays de l'estran » pour postuler au label Villes et Pays d'art et d'histoire.

## Démographie
L'évolution du nombre d'habitants est connue à travers les recensements de la population effectués dans la commune depuis 1793. Pour les communes de moins de 10 000 habitants, une enquête de recensement portant sur toute la population est réalisée tous les cinq ans, les populations de référence des années intermédiaires étant quant à elles estimées par interpolation ou extrapolation. Pour la commune, le premier recensement exhaustif entrant dans le cadre du nouveau dispositif a été réalisé en 2005.
En 2022, la commune comptait 768 habitants, en évolution de +2,54 % par rapport à 2016 (Manche : −0,31 %, France hors Mayotte : +2,11 %).
| 1793 | 1800 | 1806 | 1821 | 1831 | 1836 | 1841 | 1846 | 1851 |
| ---- | ---- | ---- | ---- | ---- | ---- | ---- | ---- | ---- |
| 637  | 618  | 622  | 560  | 528  | 523  | 552  | 503  | 532  |

| 1856 | 1861 | 1866 | 1872 | 1876 | 1881 | 1886 | 1891 | 1896 |
| ---- | ---- | ---- | ---- | ---- | ---- | ---- | ---- | ---- |
| 445  | 464  | 452  | 423  | 397  | 430  | 448  | 450  | 503  |

| 1901 | 1906 | 1911 | 1921 | 1926 | 1931 | 1936 | 1946 | 1954 |
| ---- | ---- | ---- | ---- | ---- | ---- | ---- | ---- | ---- |
| 468  | 518  | 535  | 491  | 532  | 585  | 628  | 714  | 675  |

| 1962 | 1968 | 2005 | 2006 | 2010 | 2015 | 2020 | 2022 | - |
| ---- | ---- | ---- | ---- | ---- | ---- | ---- | ---- | - |
| 651  | 653  | 711  | 711  | 788  | 754  | 748  | 768  | - |

## Culture locale et patrimoine

### Lieux et monuments

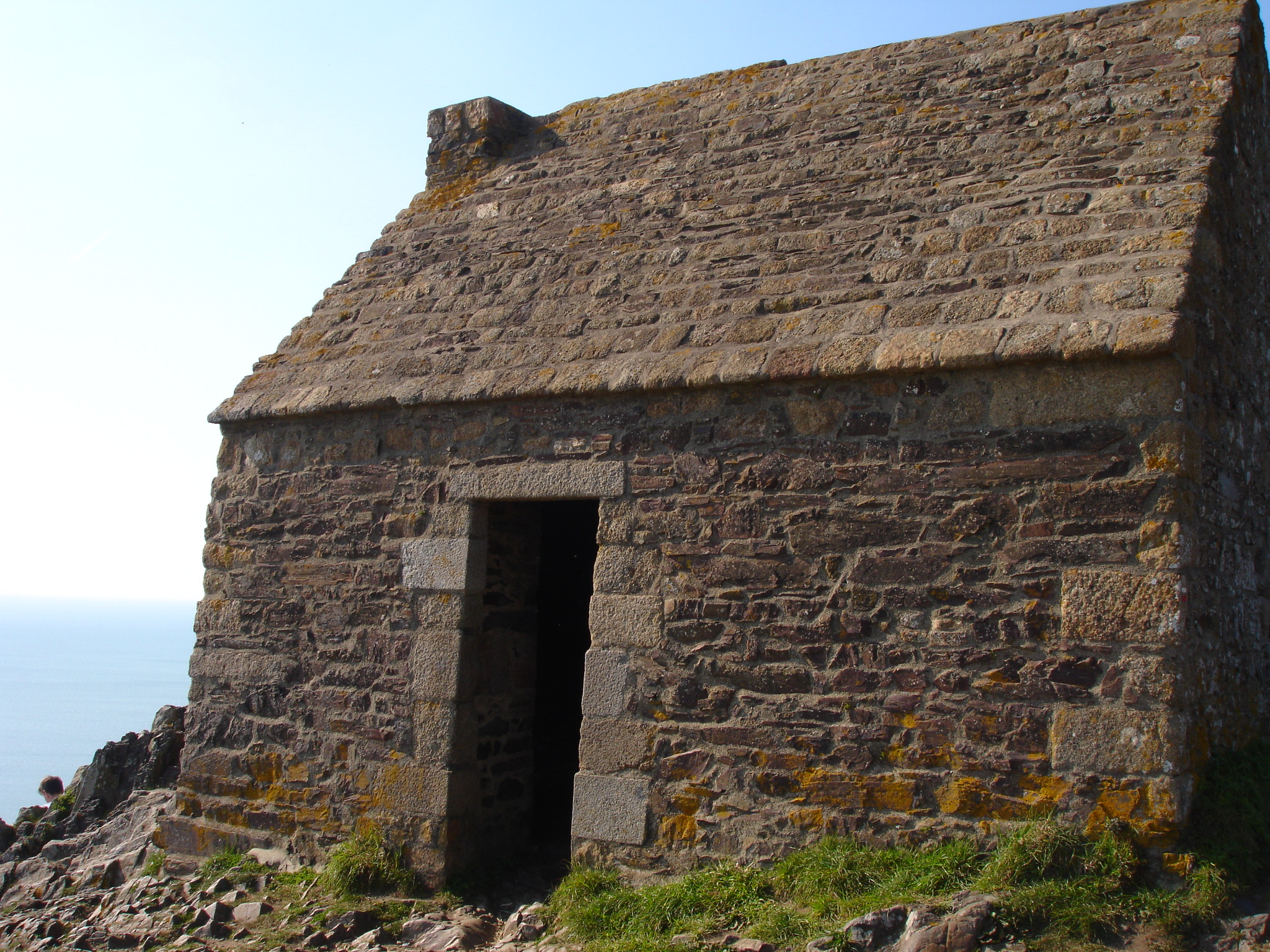
Cabane Vauban.

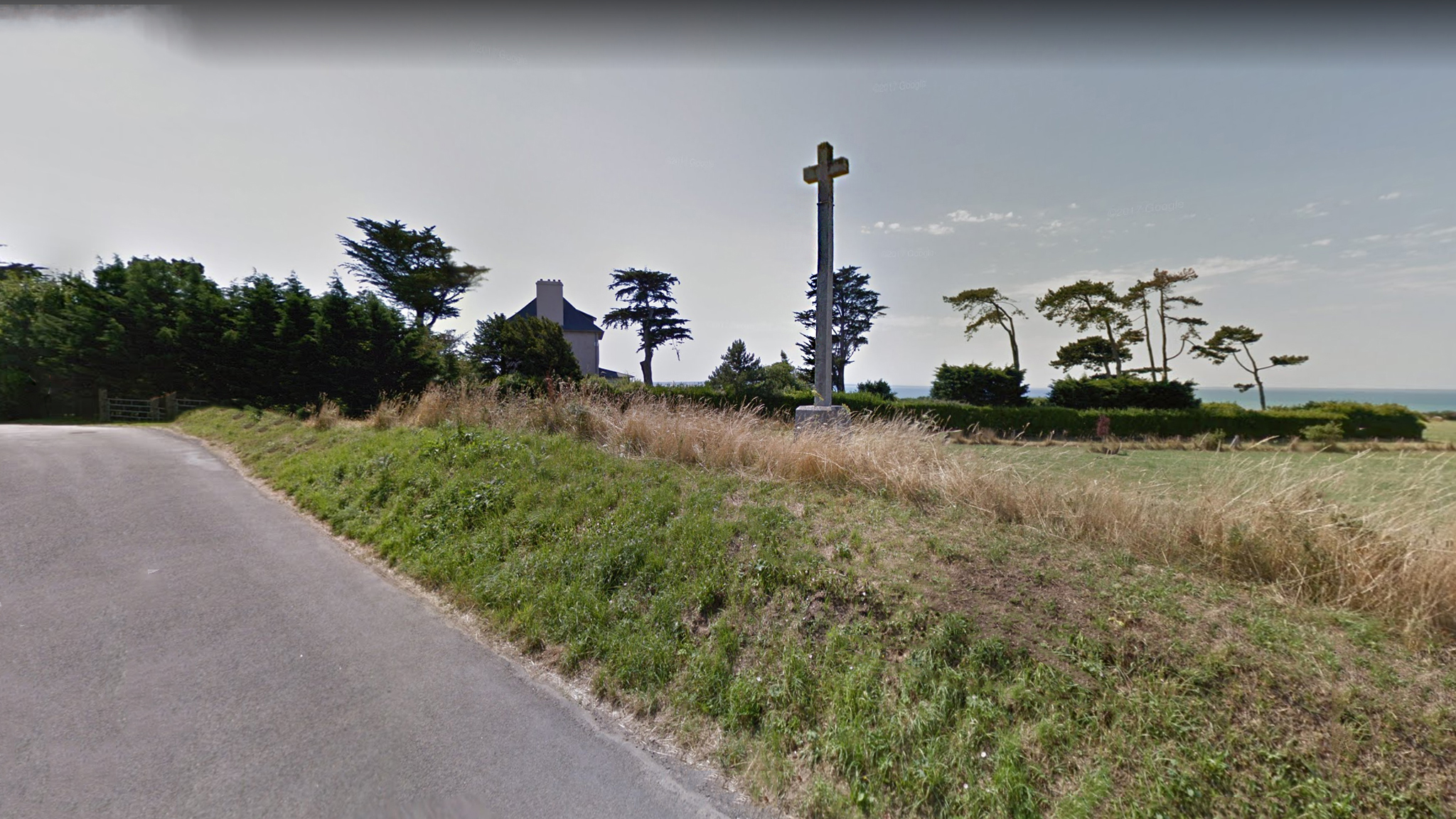
Sur la falaise de Carolles, lieu-dit La Croix Paqueray.

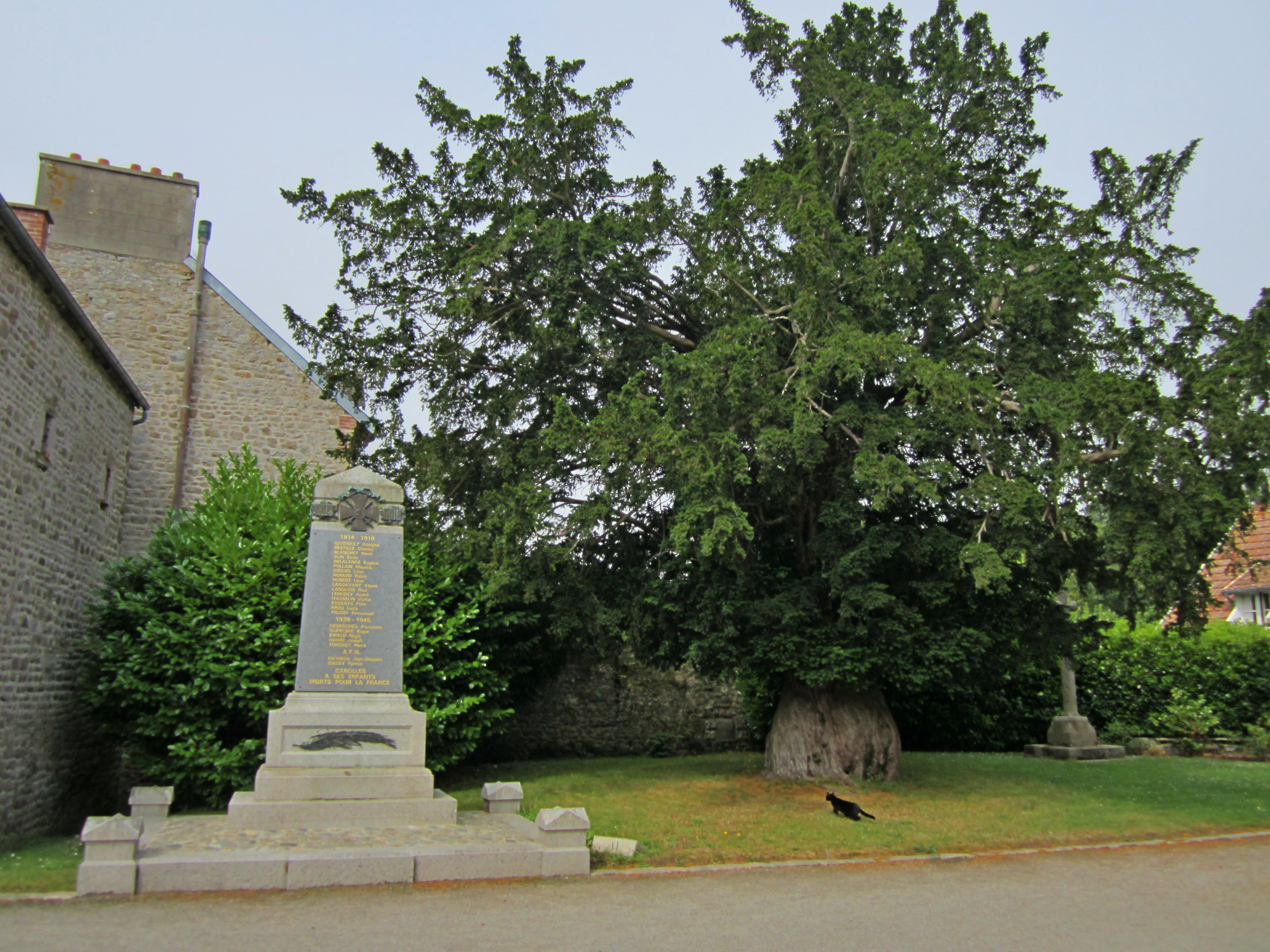
If centenaire.

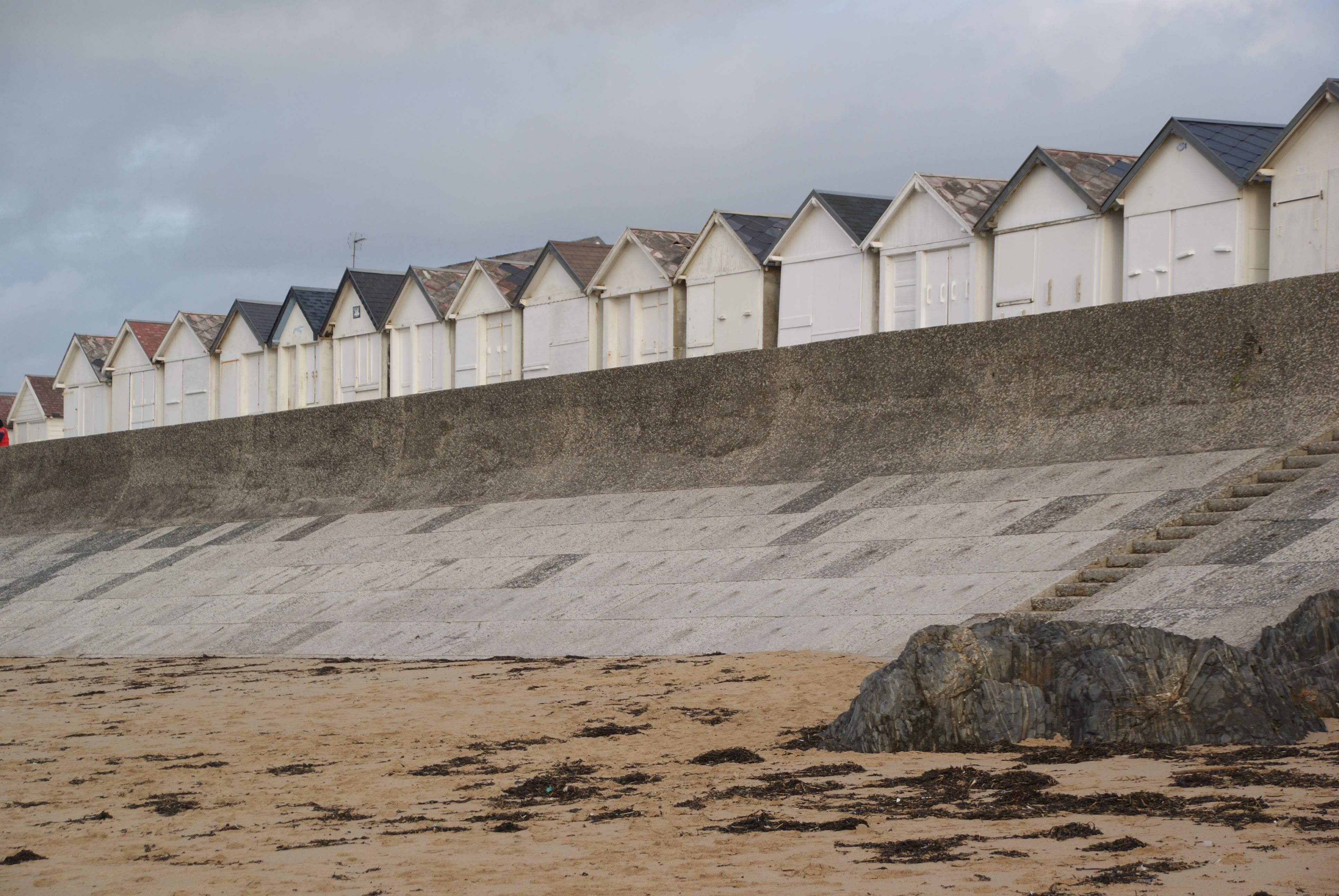
Plage de Carolles.

- Corps de garde du XVIIIe siècle (dénommé cabane Vauban ou vigie) situé au nord de la baie du Mont-Saint-Michel et destiné à surveiller la mer.
- La croix Paqueray a été érigée en 1815 dans la solitude du Pignon Butor au lendemain de la guerre de l'Empire. Il s'agissait d'un mémorial aux morts de cette guerre pour laquelle la commune de Carolles avait fourni un contingent de soldats particulièrement élevé. En été, les jeunes gens se réunissaient après les vêpres près de la croix Paqueray et se livraient à des jeux et à des danses qui firent l'objet de sermons réprobatoires de la part du clergé. La première croix érigée était en bois, elle fut remplacée en 1871 par la croix en granit actuelle.
- Table d'orientation au Pignon Butor.
- Église Saint-Vigor du XVIe siècle dotée d'un clocher avec un toit en bâtière du XVIe, et d'un avant porche latéral du XVIIe et d'un toit en carène de bateau renversée[12]. L'église, qui a conservée des traces romanes, abrite plusieurs œuvres classées au titre objet aux monuments historiques (notamment les fonts baptismaux du Moyen Âge, les statues de saint Vigor et le dragon du XVe, saint Vigor en chape du XVIIIe, saint Clair du XVIe, saint Mathurin du XVe, des verrières du XIXe de l'atelier Duhamel - Marette et du XXe du peintre Jacques Simon[50]. Cette église dépend de la paroisse Notre-Dame-de-la-Baie du doyenné du Pays de Granville-Villedieu[51].
- La maison de l'oiseau migrateur, ouverte en 2003.
- If funéraire de plus de 750 ans[Note 13] sur la place de l'église, à côté du monument aux morts. Avec la croix en granit, il est l'unique témoin du cimetière désaffecté en 1913[12].

### Personnalités liées à la commune
- Jacques Simon (Paris, 1875 - Carolles, 1965), peintre et graveur, a réalisé les vitraux de l'église.
- Pierre Berthelier (Paris, 1878 - Carolles, 1941), peintre de l'École de Carolles.
- Edmond Debon (Condé-sur-Noireau, 1846 - Carolles, 1922 ), peintre et directeur artistique de la galerie de la Madeleine, il rejoint Carolles durant la Grande Guerre.
- Constantin Le Roux (Paris, 1850 - Conches, 1909), artiste peintre, s'installe à Carolles.
- René Perchet (1898-1980), maire dans les années 1960-1970, directeur général de l'Architecture, directeur général du ministère des Affaires culturelles, grand officier de la Légion d'honneur, médaille militaire, Croix de guerre 1914-1918, enterré à Carolles.
- Pierre-Roland Giot (Carolles, 1919 - Rennes, 2002), géologue et préhistorien.

### Héraldique
| [[Image:\|Blason à dessiner\|100px]] | Blason  | Taillé d'azur et de sinople, à la cotice en barre d'argent brochant sur la partition, à cinq fers à cheval d'argent ordonnés 3 et 2, brochant sur le tout.                                                                                         |
| [[Image:\|Blason à dessiner\|100px]] | Détails | Le statut officiel du blason reste à déterminer. |
| [[Image:\|Blason à dessiner\|100px]] | Alias   | D'azur à une nef équipée et habillée d'argent voguant sur des ondes du même, au chef de gueules chargé d'un léopard d'or. Ancien blason avant la fusion: Carolles a été fusionnée avec Jullouville avant de retrouver son statut communal en 1999. |